# Müller Ferenc József
Reichensteini Müller Ferenc József báró (Poysdorf, 1742. október 4. – Bécs, 1825. október 12.) osztrák származású kémikus és mineralógus, a tellúr és a turmalin felfedezője.

## Élete és munkássága
Reichensteini Müller Ferenc József az alsó-ausztriai Poysdorfban született, apja neve Sebastian Müller, anyja neve Clara Lettner volt.
Egyetemi tanulmányait a bécsi egyetemen kezdte, ahol filozófiát és jogot tanult, majd 1763-tól  1768-ig Selmecbányán folytatta tanulmányait az éppen akkor alakult Bányászati Akadémián. 1765-ben nősült meg, felesége Margaretha Hechengarten volt a királyi udvari kamara tanácsosának a lánya.
1768-ban kinevezték bányamérnöknek dél-magyarországi bányákhoz, majd 1770-ben a bánáti bányák igazgatója lett. 1770-1771 között  Joseph Desiderius Redange  bányamesterrel, megtervezte és felépítette a Resicabányai kohókat. 1778-ban Erdélyben bányatanácsos volt ahonnan először Tirolba majd Svájcba helyezték át, ahol felfedezte a turmalin nevű féldrágakövet.  1783-ban, észrevette hogy egyes erdélyi arany- és ezüstércek azért kohósíthatók nehezen, mert egy új, addig ismeretlen elem van bennük, az elemet ekkor metallum problematicum-nak, azaz rejtélyes ércnek nevezte el. Ez az új, addig még ismeretlen elem a tellúr volt. Felfedezését Martin Heinrich Klaproth berlini vegyész megerősítette, ő nevezte el az új elemet tellúrnak.  1788-ban II. József az összes erdélyi bányának az igazgatójává nevezte ki, majd 1795-ben  erdélyi nemességet adományozott neki von Reichenstein előnévvel. 1798-ban a Bécsben székelő erdélyi főbányahivatal igazgatója lett, innen ment nyugdíjba, 1820-ban melynek alkalmából Szent István-renddel és a vele járó bárói címmel tüntették ki érdemeiért. 1825. október 17-én halt meg Bécsben.
Halála után ásványgyűjteményét az ő tervei alapján felállított kolozsvári „kémiai-metallurgiai iskola” vette meg és használta.
A tellúr az úgynevezett félfémek csoportjába tartozó kémiai elem. A periódusos rendszerben az oxigéncsoportban található, a kén és a szelén alatt. Ötvözőnek használják tengeralatti ólomkábelekben, egyes zománcoknál, újabban a hűtőgépek alkatrészeiben.

## Emlékezete
Az opál egy Németországban talált anyag, a hyalithot róla nevezték el Müller-üvegnek.
Wolfgang Amadeus Mozart valószínűleg Müller Ferencről mintázta a A varázsfuvola című opera főszereplője, Tamino alakját.